# Pharma Mar
Pharma Mar S.A., tidigare Zeltia S.A., är ett spanskt börsnoterat läkemedelsföretag.  
Företaget, som grundades 1939 i kuststaden Vigo i Galicien i Spanien av bröderna Antonio, José, Manuel och Concepción Fernández Lópezoch baserades på forskning av Fernando Calvet på Universidade  de Santiago de Compostela. Det har som affärsidé är att utveckla läkemedel ur ämnen som tas från havet. Framför allt är det inriktat mot cancerläkemedel för äldre personer, såsom cancer i mjuka vävnader, samt verktyg för genetisk diagnostik och DNA-analys.